# Jacobus Perizonius
Jacobus Perizonius, nom latinisé de Jakob Voorbroek, est un philologue hollandais, né à Appingedam le 26 octobre 1651 et mort à Leyde le 6 avril 1715.
Il devient successivement recteur du gymnase de Delft (1674), professeur d’éloquence et d’histoire à l'université de Franeker (1681), professeur d’histoire et de littérature grecque à Leyde. Il est, après Bentley, l’érudit classique le plus remarquable de son temps.

## Œuvres
Ses principaux ouvrages sont : 
- Animadversiones historiæ (Amsterdam, 1685, in-8°), que Bayle appelle Verrata des historiens ;
- Origines Babylonicæ et Egyptiacæ (Leyde, 1711, in-8°) ;
- Opuscula minora (Leyde, 1740, 2 vol. in-8°).

## Source
« Jacobus Perizonius », dans Pierre Larousse, Grand dictionnaire universel du XIXe siècle, Paris, Administration du grand dictionnaire universel, 15 vol., 1863-1890 [détail des éditions].